# Малийская федерация футбола
Мали́йская федера́ция футбо́ла (фр. Fédération Malienne de Football) — организация, осуществляющая контроль и управление футболом в Мали. Располагается в Бамако. МФФ основана в 1960 году, вступила в КАФ в 1963 году, а в ФИФА — в 1964 году. В 1975 году стала членом-основателем Западноафриканского футбольного союза. Федерация организует деятельность и управляет национальными сборными по футболу (мужской, женской, молодёжными). Под эгидой федерации проводится чемпионат страны и многие другие соревнования.